# アルバート・ガターソン
アルバート・ガターソン（Albert Lovejoy Gutterson、1887年8月23日 - 1965年4月7日）は、アメリカ合衆国の元陸上競技選手である。 彼は1912年に開催されたストックホルムオリンピックに参加して、走幅跳で金メダルを獲得した。

## 経歴
ガターソンは、すでに走幅跳の予選段階から、当時のオリンピック記録7メートル60を記録して1位で決勝に進出していた。さらに決勝でも同じく7メートル60を記録して、前回ロンドンオリンピックで、この種目の金メダリストだった同じアメリカのフランク・アイアンズ などを押さえて金メダルに輝いた。
ガターソンは、後にエンジニアとなり、自分の工具会社を興した。彼は積極的にバーモント州の体育を支援し、アメリカ合衆国のオリンピアンズ協会におけるニューイングランド分会の指導者となった。